# Zusatzweiterbildung Infektiologie
Die Zusatzweiterbildung Infektiologie ist eine in der Musterweiterbildungsordnung der deutschen Bundesärztekammer von 2018 (MWBO) aufgeführte Zusatzweiterbildung im Bereich Infektiologie für Fachärzte in einem Gebiet der unmittelbaren Patientenversorgung oder in Mikrobiologie, Virologie und Infektionsepidemiologie oder in Hygiene und Umweltmedizin.
Die Inhalte der Zusatz-Weiterbildung Infektiologie sind integraler Bestandteil der Weiterbildung zum Facharzt für Innere Medizin und Infektiologie.

## Definition
Die Zusatzweiterbildung Infektiologie umfasst in Ergänzung zu einer Facharztkompetenz die Vorbeugung, Erkennung und Behandlung erregerbedingter Erkrankungen sowie die
interdisziplinäre Beratung bei Fragen, die Infektionskrankheiten oder deren Ausschluss betreffen.

## Mindestanforderung
Um die Bezeichnung Zusatzweiterbildung Infektiologie führen zu dürfen, müssen Ärzte
- über eine Facharztanerkennung in einem Gebiet der unmittelbaren Patientenversorgung oder in Mikrobiologie, Virologie und Infektionsepidemiologie oder in Hygiene und Umweltmedizin verfügen und zusätzlich
- 12 Monate Weiterbildung in Infektiologie in anerkannten Weiterbildungsstätten absolviert haben.

Die Weiterbildungsinhalte sind in der Muster-Weiterbildungsordnung (MWBO) festgelegt.
Bei der Anmeldung zur Weiterbildungsprüfung müssen der zuständigen Ärztekammer sämtliche Nachweise über die erfüllten Mindestanforderungen vorgelegt werden. Dazu gehören auch die Logbuch-Dokumentationen über alle durch die MWBO vorgegebenen Inhalte der Weiterbildung.

## Inhalte der Weiterbildung
Zur Weiterbildungsprüfung muss man darlegen können, dass man Kenntnisse, Erfahrungen und Fertigkeiten unter anderem in folgenden Bereichen erlangt hat:
- Infektionsprävention und Infektionsschutz
  - Individuelle und öffentliche Infektionsprävention, Prävention der Übertragung infektiöser Erreger
  - Meldung und Dokumentation von Infektionen/Infektionsketten, Mitwirkung bei infektionsepidemiologischen Erhebungen und bei Präventionsplanungen
  - Impfprophylaxe einschließlich Impf-Empfehlungen und Impfpläne, aktive und passive Immunisierun
- Nosokomiale Infektionen
  - Behandlung nosokomialer Infektionen
  - Behandlung von Patienten mit Infektionen durch multiresistente Erreger, Meldung und Maßnahmen zur Übertragungsprävention, Dokumentation von Übertragungen und Management von Ausbrüchen
- Infektionsdiagnostik
  - Indikationsstellung zu diagnostischen und differentialdiagnostischen Verfahren sowie Auswahl geeigneter Untersuchungsmaterialien
  - Interpretation von Untersuchungsergebnissen
  - Indikationsstellung und Befundinterpretation bildgebender Verfahren bei Infektionskrankheiten
  - Therapieempfehlung, Indikationsstellung sowie Auswahl, Dosierung, Therapiedauer und Applikation von Antiinfektiva
  - Bewertung von Konzentrationsmessungen von Antiinfektiva in Körperflüssigkeiten
  - Bewertung von Resistenztests im klinischen Kontext
- Antibiotic Stewardship (ABS)
  - Bewertung des Antiinfektiva-Verbrauchs
  - Anwendung der Empfehlungen zur Verordnung von Antiinfektiva
- Infektiologische Notfälle
  - Beurteilung des Schweregrads von Infektionen
  - Erkennung von Infektionen mit hoher Kontagiosität
  - Therapie der Sepsis
- Systemische und Organ-Infektionen
  - Interdisziplinäre infektiologische Beratung zu Differentialdiagnostik und Therapieoptionen systemischer und Organ-Infektionen
- Infektiologische Behandlung
- Infektionen bei besonderen Patientengruppen
  - Infektionen bei pädiatrischen und geriatrischen Patienten sowie während der Schwangerschaft
  - Infektionen bei Patienten mit chronischen Erkrankungen
  - Infektionen bei Reisenden und Tropenrückkehrern
  - Sexuell übertragbare Infektionen.[1]

Die Inhalte der Musterweiterbildungsordnung sind allerdings nur eine Empfehlung für die rechtsverbindlichen Weiterbildungsordnungen der Landesärztekammern, die hiervon abweichende Regelungen treffen können.